# American River 50 Mile Endurance Run
L'American River 50 Mile Endurance Run, aussi appelée American River 50 ou AR 50, est un ultra-trail de 50 milles organisé chaque année en Californie, aux États-Unis. Il se dispute début avril sur un parcours dont le départ se trouve à El Dorado Hills, dans le comté d'El Dorado, et l'arrivée à Auburn, dans le comté de Placer. La première édition a eu lieu en 1980.

## Palmarès
| Édition | Date           | Hommes | Hommes                      | Hommes            | Femmes | Femmes                                | Femmes            |
| ------- | -------------- | ------ | --------------------------- | ----------------- | ------ | ------------------------------------- | ----------------- |
|         |                | Rang   | Athlète                     | Temps             | Rang   | Athlète                               | Temps             |
| 1re     | 5 avril 1980   | 1er    | Jim Howard                  | 6 h 15 min 10 s   | 15e    | Sally Edwards                         | 7 h 37 min 50 s   |
| 2e      | 4 avril 1981   | 1er    | Jim Howard — 2e victoire    | 5 h 32 min 18 s   | 34e    | Bjorg Austrheim-Smith                 | 7 h 21 min 02 s   |
| 3e      | 3 avril 1982   | 1er    | Jim Howard — 3e victoire    | 5 h 55 min 21 s   | 25e    | Bjorg Austrheim-Smith — 2e victoire   | 7 h 30 min 57 s   |
| 4e      | 2 avril 1983   | 1er    | Charles Hoover              | 5 h 55 min 56 s   | 43e    | Sally Edwards — 2e victoire           | 7 h 18 min 24 s   |
| 5e      | 7 avril 1984   | 1er    | Jim Howard — 4e victoire    | 5 h 54 min 01 s   | 44e    | Kathy D'Onofrio-Wood                  | 7 h 36 min 06 s   |
| 6e      | 6 avril 1985   | 1er    | Rae Clark                   | 6 h 26 min 12 s   | 13e    | Ann Trason                            | 7 h 09 min 01 s   |
| 7e      | 5 avril 1986   | 1er    | Chuck Jones                 | 5 h 59 min 54 s   | 63e    | Janice Levet                          | 8 h 03 min 18 s   |
| 8e      | 4 avril 1987   | 1er    | Dan Williams                | 6 h 00 min 12 s   | 6e     | Ann Trason — 2e victoire              | 6 h 23 min 21 s   |
| 9e      | 2 avril 1988   | 1er    | Brian Purcell               | 6 h 01 min 15 s   | 21e    | Jean Spirlock                         | 7 h 46 min 12 s   |
| 10e     | 1er avril 1989 | 1er    | Sean Crom                   | 6 h 08 min 25 s   | 35e    | Jean Spirlock — 2e victoire           | 8 h 07 min 17 s   |
| 11e     | 7 avril 1990   | 1er    | Sean Crom — 2e victoire     | 5 h 43 min 59 s   | 14e    | Kathy D'Onofrio-Wood — 2e victoire    | 6 h 43 min 49 s   |
| 12e     | 6 avril 1991   | 1er    | Sean Crom — 3e victoire     | 5 h 57 min 18 s   | 38e    | Rachel Atchley                        | 7 h 30 min 17 s   |
| 13e     | 4 avril 1992   | 1er    | Sean Crom — 4e victoire     | 6 h 01 min 55 s   | 7e     | Ann Trason — 3e victoire              | 6 h 27 min 42 s   |
| 14e     | 3 avril 1993   | 1er    | Sean Crom — 5e victoire     | 5 h 58 min 35 s   | 4e     | Ann Trason — 4e victoire              | 6 h 09 min 08 s   |
| 15e     | 2 avril 1994   | 1er    | Thomas Johnson              | 5 h 33 min 21 s   | 16e    | Chrissy Duryea-Ferguson               | 6 h 49 min 55 s   |
| 16e     | 1er avril 1995 | 1er    | Rich Hanna                  | 5 h 37 min 14 s   | 2e     | Ann Trason — 5e victoire              | 6 h 11 min 58 s   |
| 17e     | 6 avril 1996   | 1er    | Sean Crom — 5e victoire     | 6 h 07 min 55 s   | 13e    | Chrissy Duryea-Ferguson — 2e victoire | 6 h 55 min 19 s   |
| 18e     | 5 avril 1997   | 1er    | Carl Andersen               | 5 h 58 min 54 s   | 26e    | Chrissy Duryea-Ferguson — 3e victoire | 6 h 58 min 20 s   |
| 19e     | 4 avril 1998   | 1er    | Thomas Greene               | 5 h 41 min 08 s   | 30e    | Luanne Park                           | 7 h 13 min 20 s   |
| 20e     | 10 avril 1999  | 1er    | Carl Andersen — 2e victoire | 5 h 44 min 43 s   | 16e    | Luanne Park — 2e victoire             | 6 h 51 min 05 s   |
| 21e     | 1er avril 2000 | 1er    | Michael Loney               | 6 h 10 min 33 s   | 20e    | Luanne Park — 3e victoire             | 7 h 35 min 49 s   |
| 22e     | 7 avril 2001   | 1er    | Chad Ricklefs               | 6 h 16 min 49 s   | 8e     | Jennifer Pfeifer                      | 6 h 49 min 54 s   |
| 23e     | 6 avril 2002   | 1er    | Eric J. Bohn                | 6 h 18 min 09 s   | 7e     | Jennifer Pfeifer — 2e victoire        | 6 h 45 min 12 s   |
| 24e     | 5 avril 2003   | 1er    | John Pearch                 | 6 h 24 min 24 s   | 5e     | Nikki Kimball                         | 6 h 32 min 01 s   |
| 25e     | 3 avril 2004   | 1er    | Erik Skaden                 | 6 h 31 min 04 s   | 6e     | Jennifer Pfeifer — 3e victoire        | 7 h 00 min 13 s   |
| 26e     | 2 avril 2005   | 1er    | Phillip Kochik              | 6 h 06 min 22 s   | 12e    | Tera Dube                             | 6 h 57 min 57 s   |
| 27e     | 1er avril 2006 | 1er    | Uli Steidl                  | 5 h 58 min 21 s   | 23e    | Julie Udchachon                       | 7 h 37 min 04 s   |
| 28e     | 14 avril 2007  | 1er    | Erik Skaden — 2e victoire   | 6 h 22 min 20 s   | 10e    | Jenny Capel                           | 7 h 14 min 26 s   |
| 29e     | 5 avril 2008   | 1er    | Anton Krupicka              | 5 h 42 min 38 s   | 20e    | Jenn Shelton                          | 7 h 02 min 39 s   |
| 30e     | 4 avril 2009   | 1er    | Maxwell King                | 6 h 04 min 44 s   | 15e    | Kami Semick                           | 6 h 45 min 51 s   |
| 31e     | 10 avril 2010  | 1er    | Geoff Roes                  | 5 h 49 min 59 s   | 15e    | Tracy Garneau                         | 6 h 43 min 14 s   |
| 32e     | 9 avril 2011   | 1er    | Dave Mackey                 | 5 h 55 min 37 s   | 7e     | Ellie Greenwood                       | 6 h 25 min 43 s   |
| 33e     | 7 avril 2012   | 1er    | Vajin Armstrong             | 5 h 53 min 32 s   | 5e     | Ellie Greenwood — 2e victoire         | 6 h 18 min 47 s   |
| 34e     | 6 avril 2013   | 1er    | Matthew Flaherty            | 6 h 08 min 17 s   | 6e     | Pam Smith                             | 6 h 54 min 02 s   |
| 35e     | 5 avril 2014   | 1er    | Joel Frost-Tift             | 6 h 26 min 52 s   | 12e    | Ashley Laird                          | 7 h 18 min 05 s   |
| 36e     | 4 avril 2015   | 1er    | Chikara Omine               | 6 h 13 min 39 s   | 10e    | Jennifer Benna                        | 7 h 23 min 57 s   |
| 37e     | 2 avril 2016   | 1er    | Christopher Denucci         | 6 h 00 min 41 s 0 | 11e    | Devon Yanko                           | 7 h 10 min 31 s 5 |
| 38e     | 1er avril 2017 | 1er    | Scott Trummer               | 6 h 03 min 30 s   | 8e     | Janessa Taylor                        | 7 h 29 min 09 s   |
| 39e     | 7 avril 2018   | 1er    | Zachary Ornelas             | 6 h 22 min 50 s   | 8e     | Emily Hawgood                         | 7 h 44 min 25 s   |